# Cola gigantea
Espèce
Cola gigantea (ou Colatier géant) est une espèce d'arbres de la famille des Sterculiacées (classification classique) ou des Malvacées (classification phylogénétique), assez répandue dans plusieurs pays d'Afrique tropicale.

## Taxonomie
On lui connaît une grande variété d'appellations selon les langues locales.
En Ouganda on emploie mutumbwe en luganda, kitoko en luamba, awe-awe en lugbara, mulehe en lukiga, kikura en lhukonzo, mujugangoma en runyankole, en runyoro et en rutoro.
En Côte d'Ivoire on l'appelle parfois « grand ouara » – par opposition au « petit ouara » (Cola lateritia) – ou encore awapu,  wawapu (akan-asanté) ; daba, uara, wara (abé) ; bo (baoulé) ; awa (akyé) ; wobisé (brong) ; amio, awapu, bafoalé, bafuaré, dabu-dabu, waré, wawapu (anyi).
Woutin (ou owutin, ogodo) est l'un des noms utilisés au Bénin.

## Liste des variétés
Selon Catalogue of Life (24 mai 2020) :
- variété Cola gigantea var. glabrescens Brenan & Keay

Selon Tropicos (24 mai 2020) (Attention liste brute contenant possiblement des synonymes) :
- variété Cola gigantea var. gigantea
- variété Cola gigantea var. glabrescens Brenan & Keay

## Description

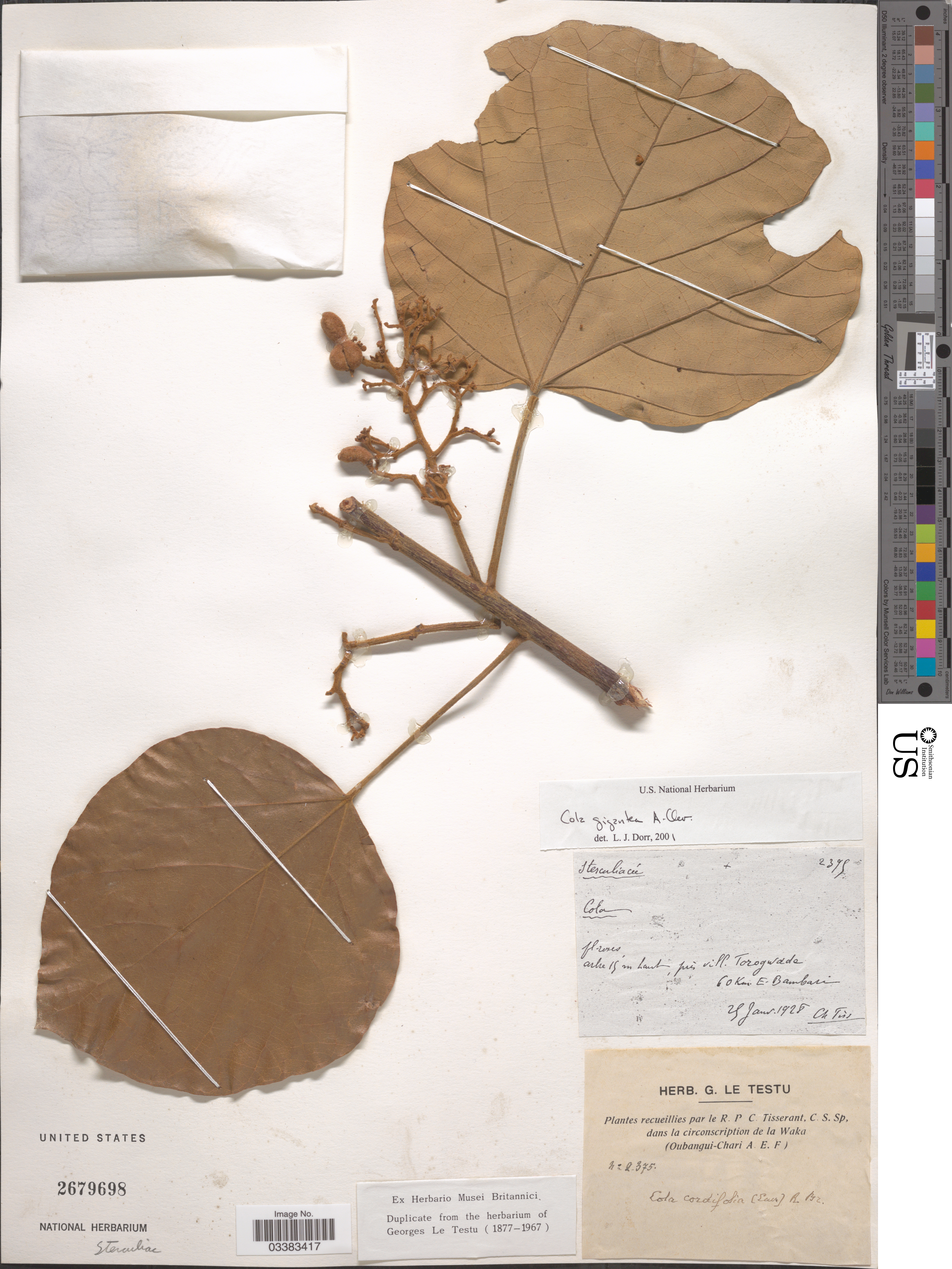
Spécimen collecté dans l'Oubangui-Chari (auj. RCA), localement nommé popoko.

Cola gigantea est un arbre imposant à feuilles caduques ou semi-caduques, d’une hauteur allant jusqu'à près de 50 m, au tronc droit pouvant atteindre environ 1,5 m de diamètre. L'écorce, grise ou marron, est fissurée verticalement. 

Chez les plantes jeunes, les feuilles sont palmées avec 3 à 5 lobes. Portées par un pétiole de 4 à 20 cm de longueur, elles ont environ 45 cm de long et de large. Chez les plantes adultes, les feuilles sont ovées, d'une longueur de 15 à 40 cm et d'une largeur de 10 à 35 cm. Elles sont vertes et brillantes en partie supérieure et recouvertes d'un duvet blanc en partie basse.

Les inflorescences, de 5 à 20 cm de long, portent de nombreuses fleurs odorantes unisexuées dépourvues de pétales.

Les fruits sont des follicules ovoïdes déhiscents contenant des graines ellipsoïdes d’environ 3,5 cm de long et 2 cm de diamètre.

## Distribution et habitat
Cola gigantea est une espèce assez répandue en Afrique tropicale, depuis le Ghana, le Togo, le Bénin, le Nigeria, le Cameroun, la République centrafricaine, la République démocratique du Congo, le Soudan jusqu'en Ouganda.
Cet arbre à croissance rapide vit dans les savanes et les forêts semi-décidues, entre 900 et 1 500 m d'altitude, où elle constitue souvent l'une des espèces dominantes.

Cola gigantea dans son environnement naturel, ici au Bénin
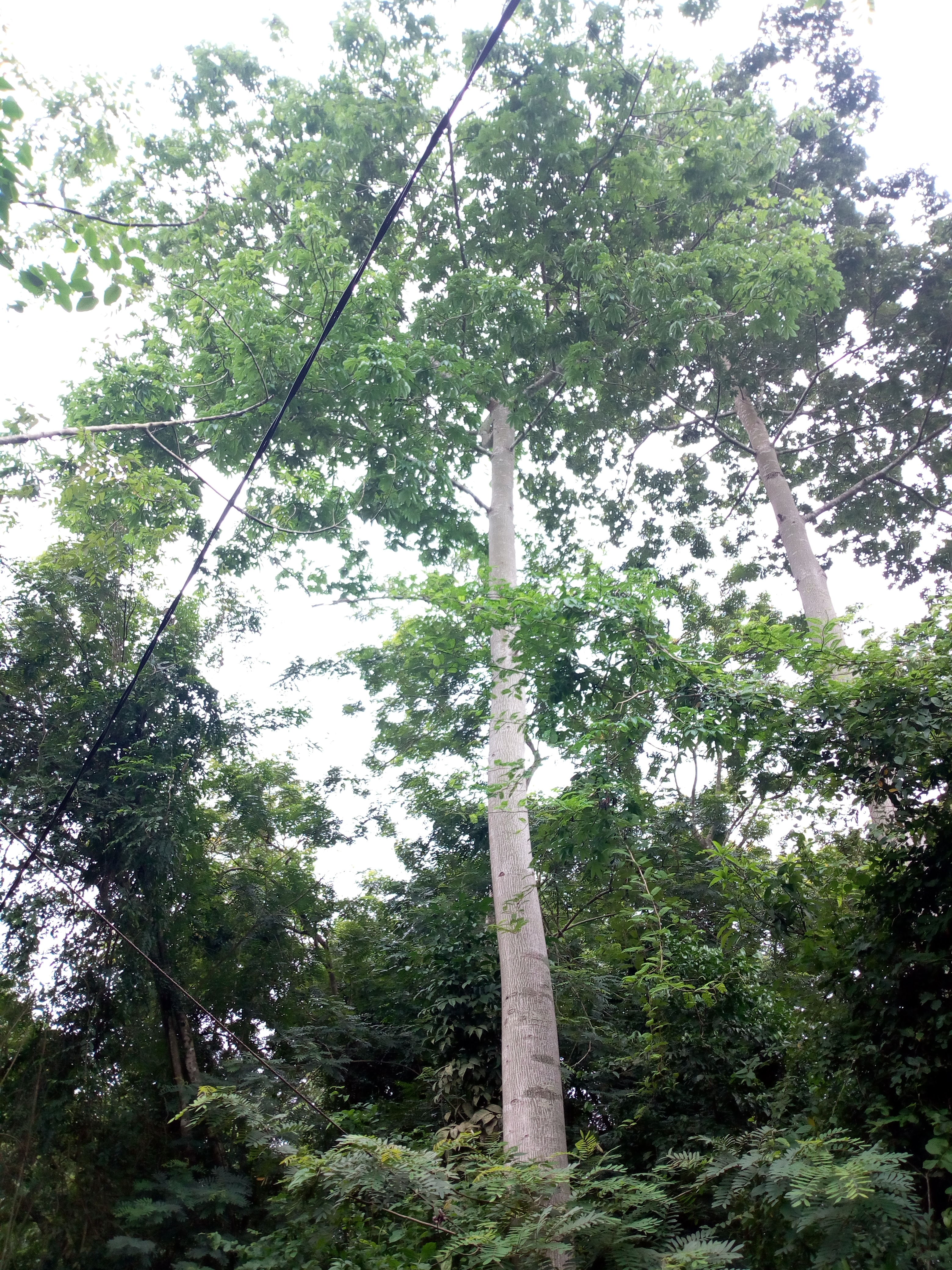
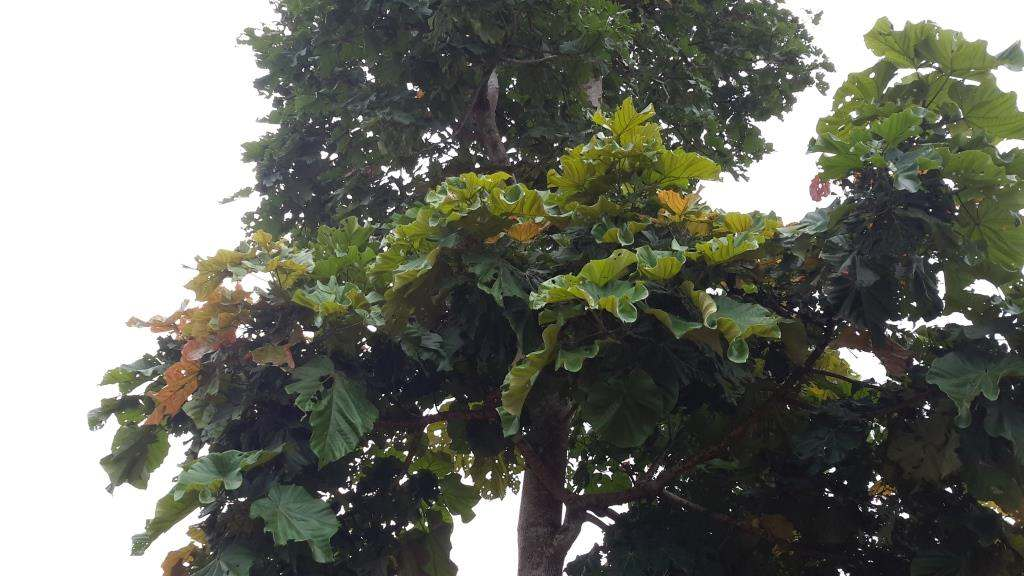
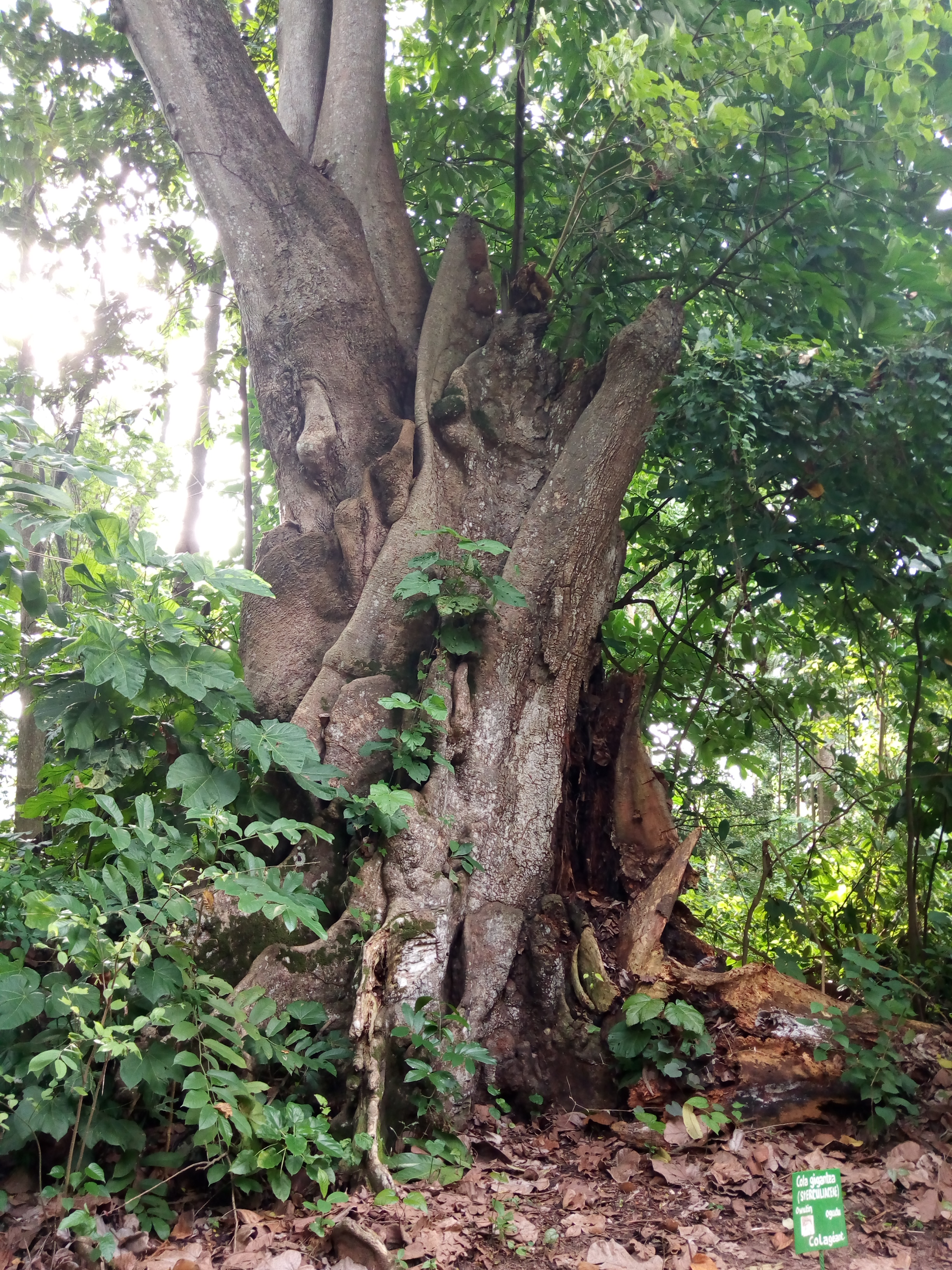
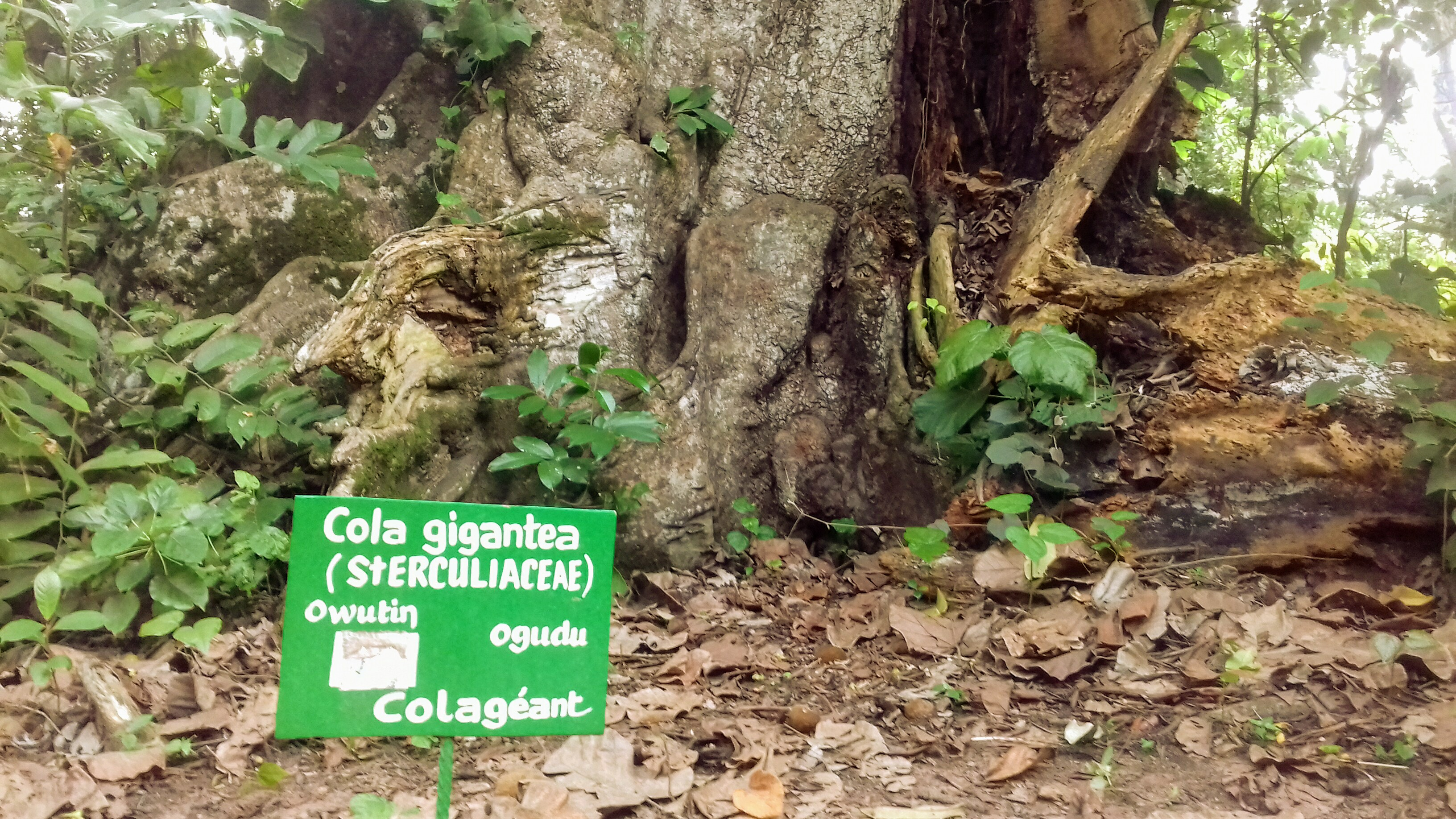
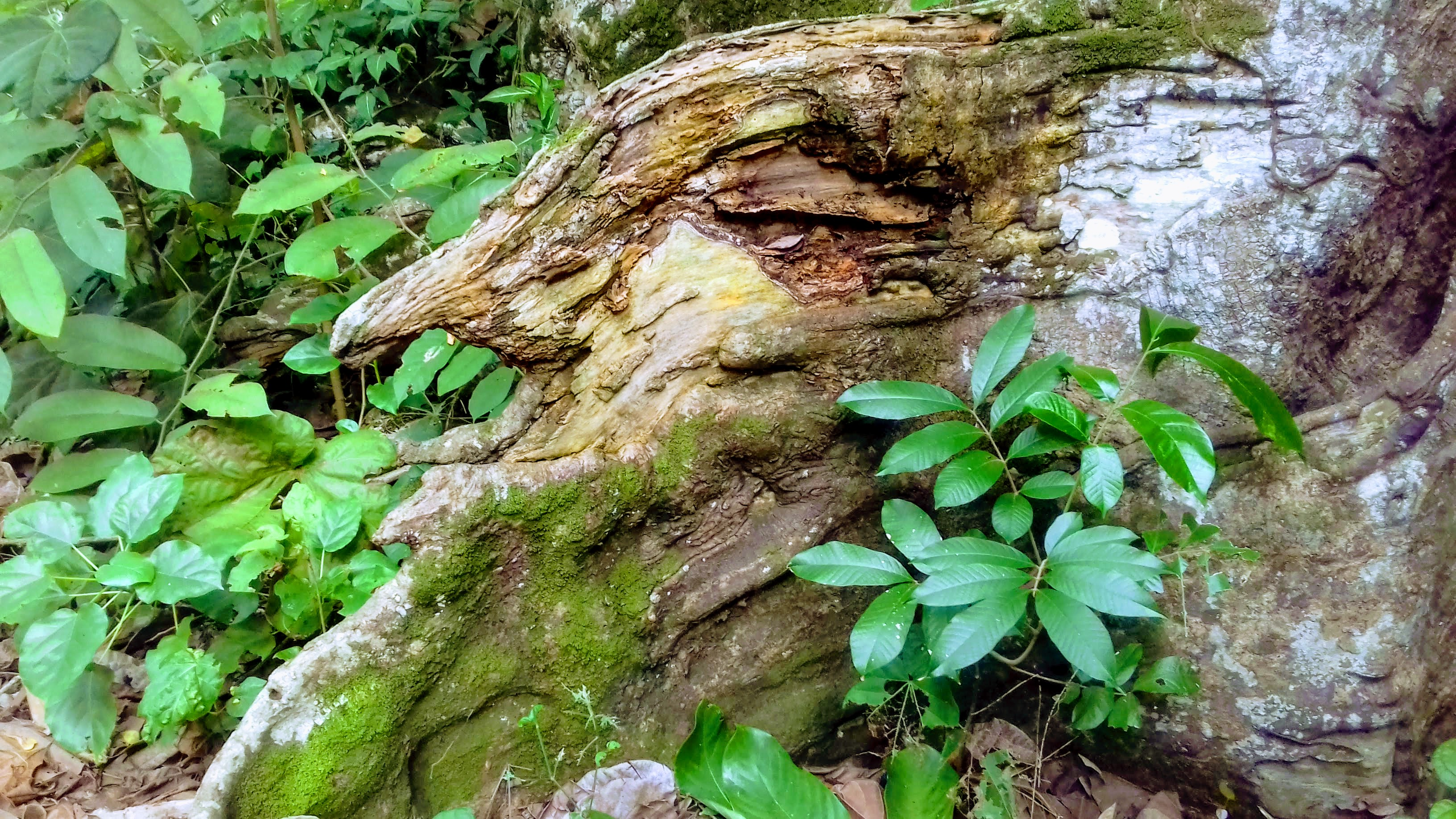
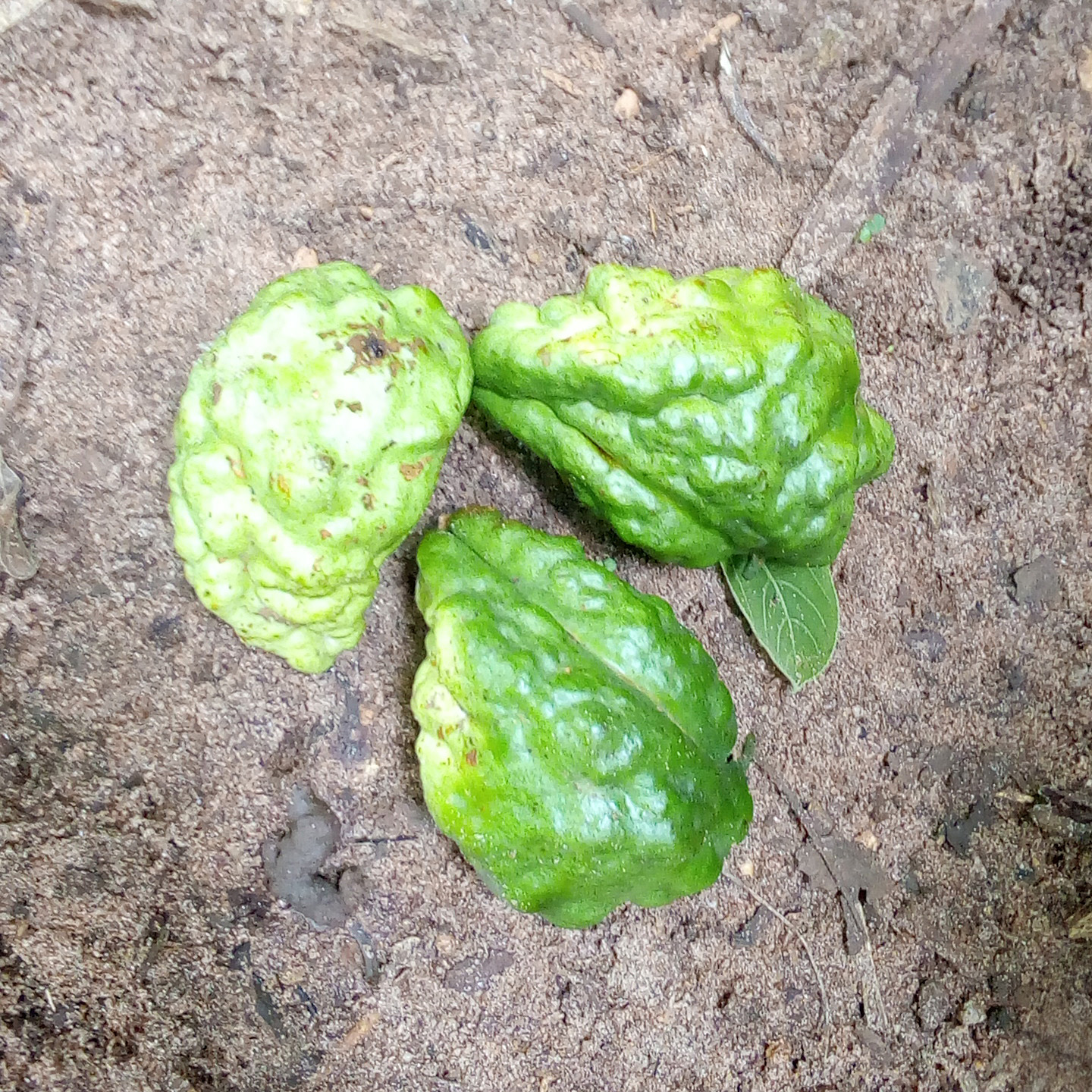

## Usages
Cola gigantea connaît de multiples utilisations. Ce grand arbre est apprécié pour son ombrage. On le plante également à titre ornemental, parfois seul, dans un parc ou un jardin.

Une partie des fruits est consommée par certains animaux, tels que les singes et les oiseaux. En cas de pénurie, les populations peuvent consommer les graines.

Le bois est clair, moyennement dense et poreux. Sa durabilité n'est pas très grande et il semble difficile à travailler. On l'utilise néanmoins pour le charbon de bois, la construction et la fabrication de petits objets usuels.

La médecine traditionnelle a recours à l'écorce, aux fruits et surtout aux feuilles. Une étude publiée en 2012 reconnaît des propriétés anti-inflammatoires et anti-microbiennes aux extraits de feuilles de Cola gigantea, à certains dosages.

## Des « arbres-mémoires »
En pays vaudou, dans le Sud du Bénin, notamment à Porto-Novo, certaines espèces végétales sont prédisposées à abriter des vodoun. C'est le cas du fromager (adjrohuntin), de l’iroko (lokotin) et du colatier (wutin). Il est interdit de les abattre et même d'en tailler les branches. 

Résidence de divinités, certains arbres acquièrent aussi leur sacralité en relation directe avec un événement particulier. Ils peuvent même être plantés « pour marquer certains faits extraordinaires, matérialisant ce qui devient par la suite un lieu de mémoire et d'identité communautaire ». On peut parler d'« arbres-mémoires ». 
Qualifié de « géant », Cola gigantea est prédisposé à se voir conférer une dimension symbolique, même en-dehors du continent africain. Ainsi, à l'occasion de la visite du président Nelson Mandela (1918-2013) au jardin botanique de Singapour en 1997, un Cola gigantea, espèce africaine, y est planté en son honneur.

Arbre-souvenir à Singapour (2013)
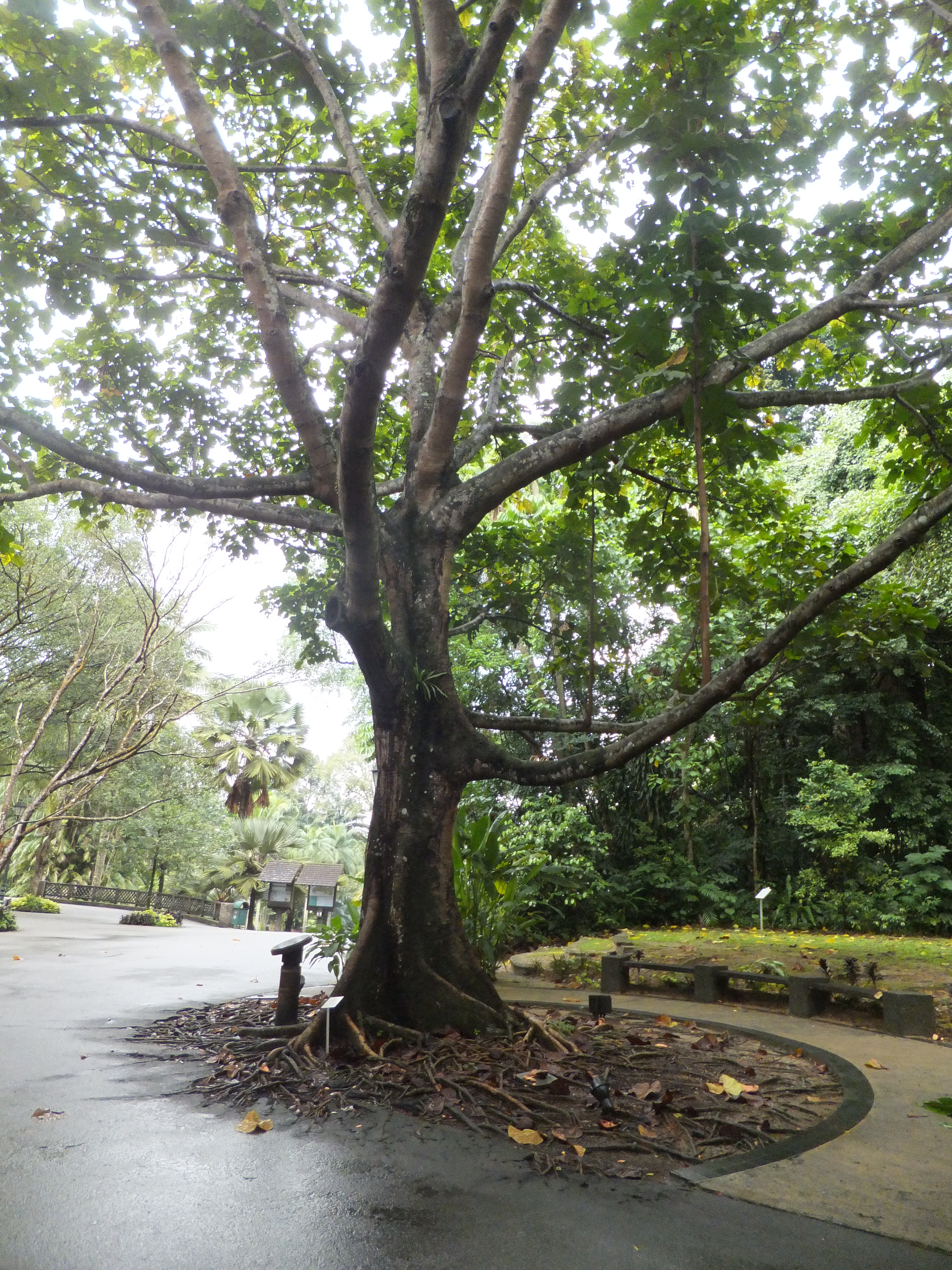
L'arbre âgé de 16 ans.
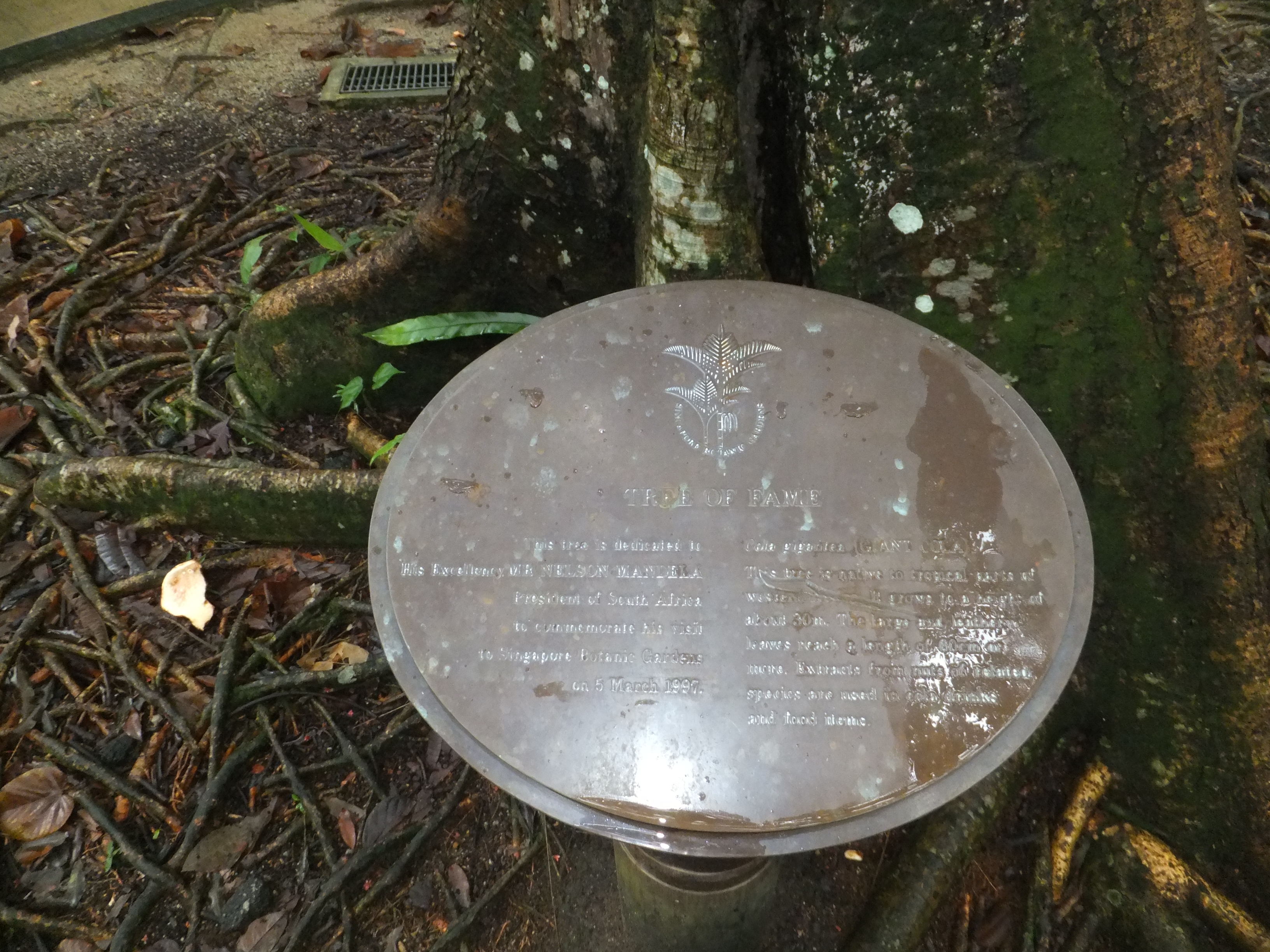
Plaque commémorative.